# Jan Gmyrek
Jan Gmyrek   (Cracòvia, 2 de març de 1951) fou un jugador d'handbol polonès que va competir entre les dècades de 1960 i 1980.
El 1972 va prendre part en els Jocs Olímpics de Múnic, on fou desè en la competició d'handbol. Quatre anys més tard, als Jocs de Mont-real, guanyà la medalla de bronze en la mateixa competició.
A nivells de clubs jugà a l'AZS Kraków (1964-1969), Stal Mielec (1970–1976), Hutnik Kraków (1976–1980) i UHC Eggenburg, i guanyà tres lligues poloneses (1978, 1979 i 1980). Amb la selecció polonesa jugà 176 partits entre 1970 i 1979, amb qui marcà 332 gols.